# Носовский сахарный завод
Носовский сахарный завод — предприятие пищевой промышленности в городе Носовка Носовского района Черниговской области Украины, прекратившее производственную деятельность.

## История
Сахарный завод в местечке Носовка Нежинского уезда Черниговской губернии Российской империи был построен в 1847 году, в 1885 году он был реконструирован.
После окончания боевых действий гражданской войны, в феврале 1920 года завод возобновил работу и выпустил первую продукцию. В 1922 году на землях бывшей помещичьей экономии был создан свеклосовхоз, обеспечивавший завод сырьём.
В ходе Великой Отечественной войны 14 сентября 1941 года Носовка была оккупирована немецкими войсками, 15 сентября 1943 года - освобождена частями 143-й стрелковой дивизии РККА и советскими партизанами. Однако в период оккупации немцы вывели сахарный завод из строя - оборудование было вывезено в Германию, а паровые котлы повреждены.
В декабре 1943 года завод был отремонтирован и возобновил работу.
Восьмой пятилетний план (1966 - 1970) предприятие выполнило за 4 года и 1 месяц, после чего до конца года произвело ещё 9834 тонны сахара сверх плана.
В сезон сахароварения 1970/1971 гг. завод переработал 1667 тыс. центнеров свеклы и произвёл 24,5 тыс. тонн сахара (вдвое больше, чем в сезон сахароварения 1940/1941 гг.). К началу 1972 года аппаратчица Е. К. Зеленяк была награждена орденом Ленина, 276 рабочих предприятия были удостоены почётного звания ударников коммунистического труда, а две смены, 7 цехов и 27 бригад - званием коллективов коммунистического труда.
В целом, в советское время завод входил в число ведущих предприятий города.
После провозглашения независимости Украины завод перешёл в ведение Государственного комитета пищевой промышленности Украины.
В октябре 1995 года Кабинет министров Украины утвердил решение о приватизации завода. В дальнейшем, государственное предприятие было преобразовано в открытое акционерное общество.
В 2003 году завод произвёл 15 700 тонн сахара.
Начавшийся в 2008 году экономический кризис осложнил положение предприятия и осенью 2008 года завод остановил работу, 180 работников были уволены, а оборудование законсервировано. В дальнейшем, завод был реорганизован в общество с ограниченной ответственностью.
Вечером 25 июня 2013 года в производственном корпусе завода начался пожар, в результате которого здание было повреждено.
В 2015 году оборудование закрытого завода начали разбирать на металлолом.